# Stebnîțea, Volodarsk-Volînskîi
Stebnîțea (în ucraineană Стебниця) este un sat în comuna Radîci din raionul Volodarsk-Volînskîi, regiunea Jîtomîr, Ucraina.

## Demografie
Componența lingvistică a localității Stebnîțea
     Ucraineană (98,15%)
     Rusă (1,85%)
Conform recensământului din 2001, majoritatea populației localității Stebnîțea era vorbitoare de ucraineană (98,15%), existând în minoritate și vorbitori de rusă (1,85%).